# Box2D
Box2D是一款免费的开源二维物理引擎，由Erin Catto使用C++编写，在zlib授权下发布。它已被用于蜡笔物理学、愤怒的小鸟、地狱边境、Rolando、Fantastic Contraption、Incredibots、Tiny Wings、Transformice、Happy Wheels等游戏的开发，对于iPhone、iPad和Android游戏，可以使用Cocos2d游戏引擎和Corona Framework。